# Король Генри
«Король Генри» (англ. King Henry, Child 32, Roud 3967) — шотландская народная баллада. Впервые её записал в 1783 году профессор Скотт. Роберт Джемисон в 1806 году перепечатал этот вариант, добавив к нему 14 строф из неизвестного источника. Фрэнсис Джеймс Чайлд в своём собрании привёл лишь первоначальный вариант баллады, посчитав дополнение Джемисона неаутентичным.
На русский язык балладу перевёл Юлий Маркович Даниэль.

## Сюжет
Король Генри отправляется на охоту. Он загоняет оленя-самца и садится пировать со сподвижниками в своей охотничьей хижине. Внезапно пол сотрясается и в хижину входит невообразимо уродливая великанша. Она требует у Генри мяса, а когда тот интересуется, чего именно та желает, говорит, чтобы он отдал ей своего коня. Королю нелегко пойти на это, но он убивает своего скакуна и кормит гостью. История повторяется с гончими псами и охотничьими соколами Генри. Чтобы напоить великаншу, король сшивает из шкуры своего коня бурдюк и наполняет его вином. После того, как она просит постелить постель, он набирает охапку вереска и накрывает тот своей мантией. Далее гостья предлагает королю снять его одежду и лечь с нею рядом. Эта перспектива кажется Генри непригляднее прочих, однако наутро он обнаруживает рядом с собой прекрасную девушку. Король спрашивает, надолго ли его посетило такое чудное виденье, а девушка отвечает, что останется такой и впредь, потому что он выполнил все её желания.
Мотив заколдованной «отвратительной леди» присутствует также в чайлдовских балладах «Женитьба сэра Гавейна» (англ. The Marriage of Sir Gawain, Child 31) и (в меньшей степени) «Рыцарь Эвайн» (англ. Kemp Owyne, Child 34). Похожие сюжеты встречаются в гэльском, валлийском и скандинавском фольклоре (пример из последнего — история про короля Хельги в саге о Хрольве Жердинке). Мэтью Грегори Льюис (1775—1818) использовал сюжет баллады для одной из своих сказок, «Король Джеми», вышедшей в составе его сборника Tales of Wonder.